# Dundee (Oregon)
Dundee – miasto w Stanach Zjednoczonych, w stanie Oregon, w hrabstwie Yamhill.